# Yenga (Uganda)
Yenga é uma aldeia amba, localizada no oeste de Uganda, no distrito de Bundibugyo, na fronteira com o Congo. Encontra-se no vale do Rift, entre o lago Alberto e o lago Eduardo, acima do rio Semliki. A aldeia está dentro das fronteiras do Parque Nacional Semuliki. Ao sul da aldeia estão os sopés dos Montes Ruwenzori. Yenga está a apenas 24 quilômetros (15 mi) da capital do distrito de Bundibugyo, e a cidade mais próxima é Fort Portal. Yenga está localizada na planície de floresta tropical, muito semelhante ao Ituri através do rio.

## História
Yenga, com sua população amba, a contragosto, passou a fazer parte do Reino de Toro, quando os britânicos estabeleceram o Protetorado do Uganda. Participaram da luta armada, na década de 1960, para libertar a região Rwenzururu da monarquia Toro. Tornaram-se parte do Reino de Rwenzururu e, finalmente, foram reconhecidos pelo governo de Uganda em 2008.

## Economia
Os amabs em Yenga são agricultores. Eles cultivam principalmente banana (para matoke), inhame, batata, mandioca e feijão, e criam principalmente galinhas e cabras.